# Diocesi di Beauvais

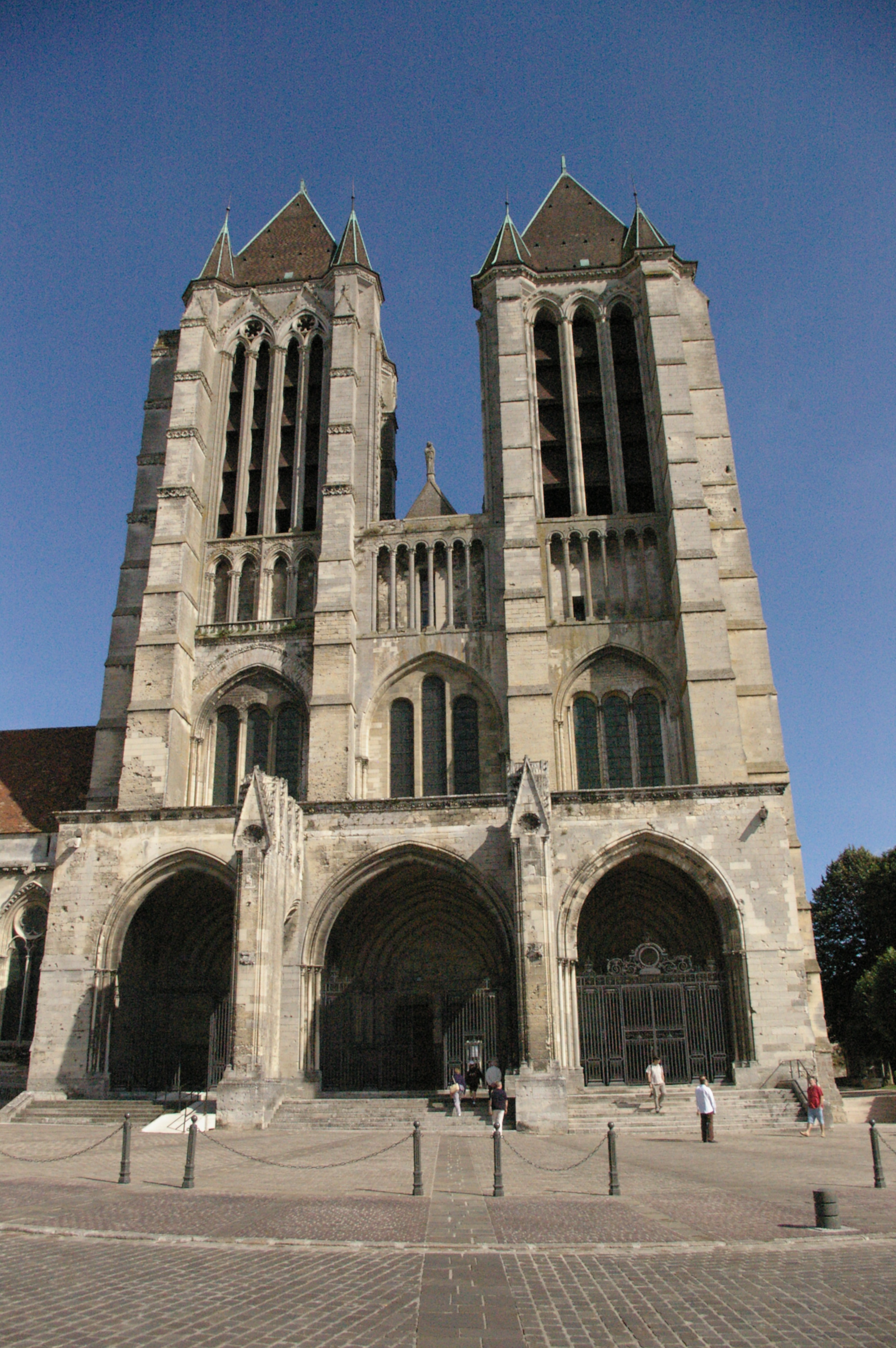
L'ex cattedrale di Notre-Dame a Noyon.

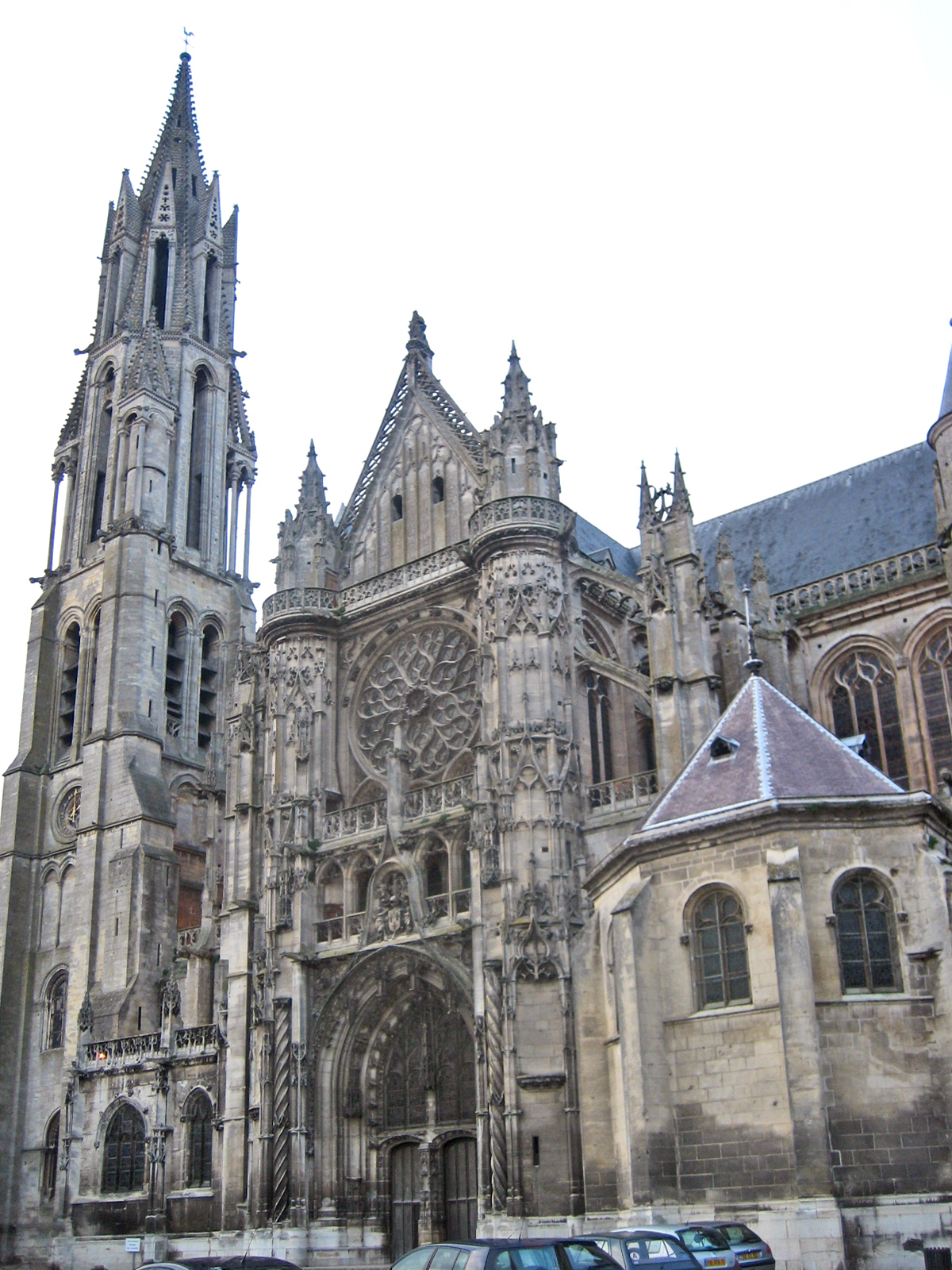
L'ex cattedrale di Notre-Dame a Senlis.

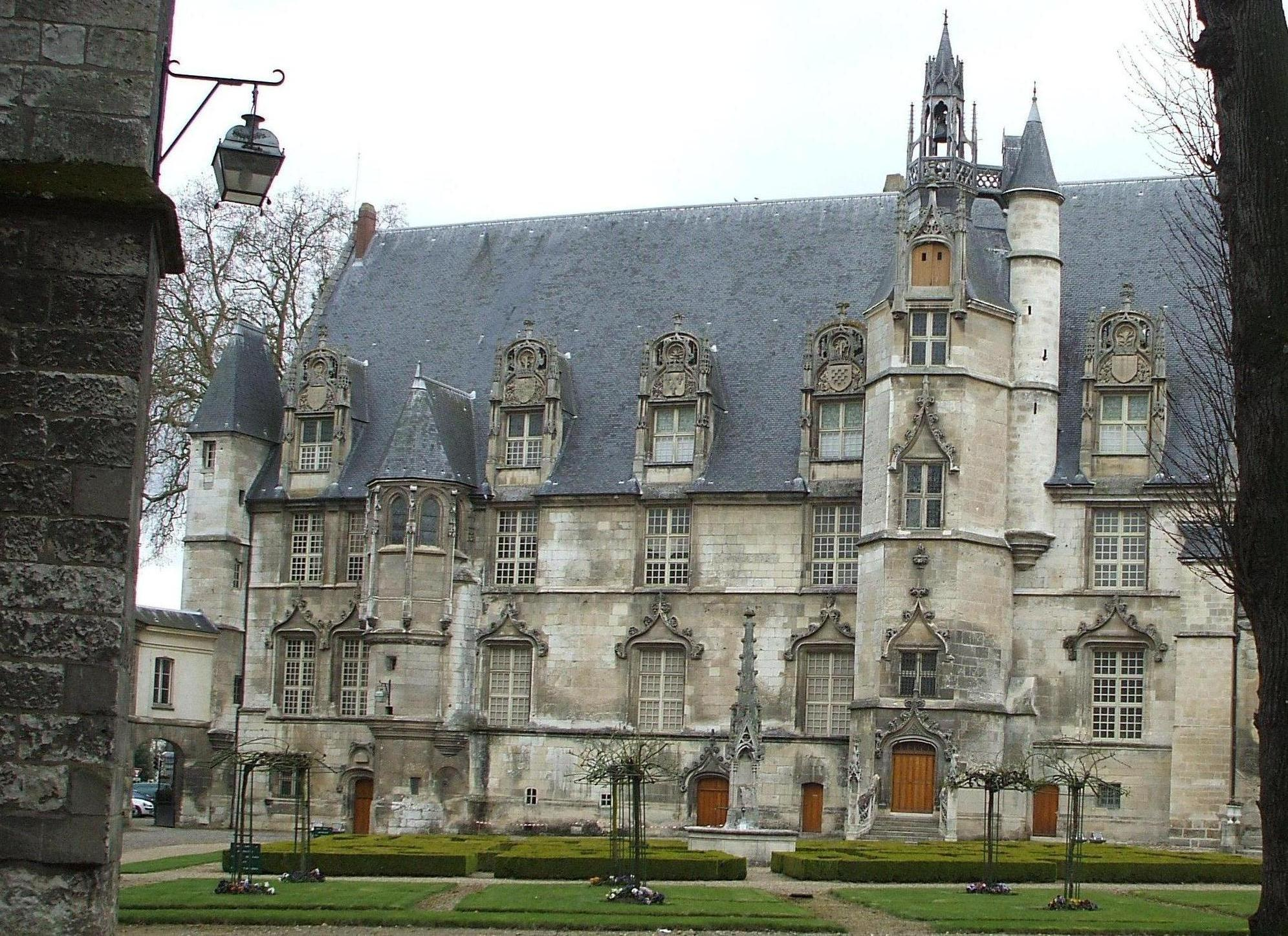
L'ex palazzo episcopale di Beauvais, oggi sede del museo dipartimentale.

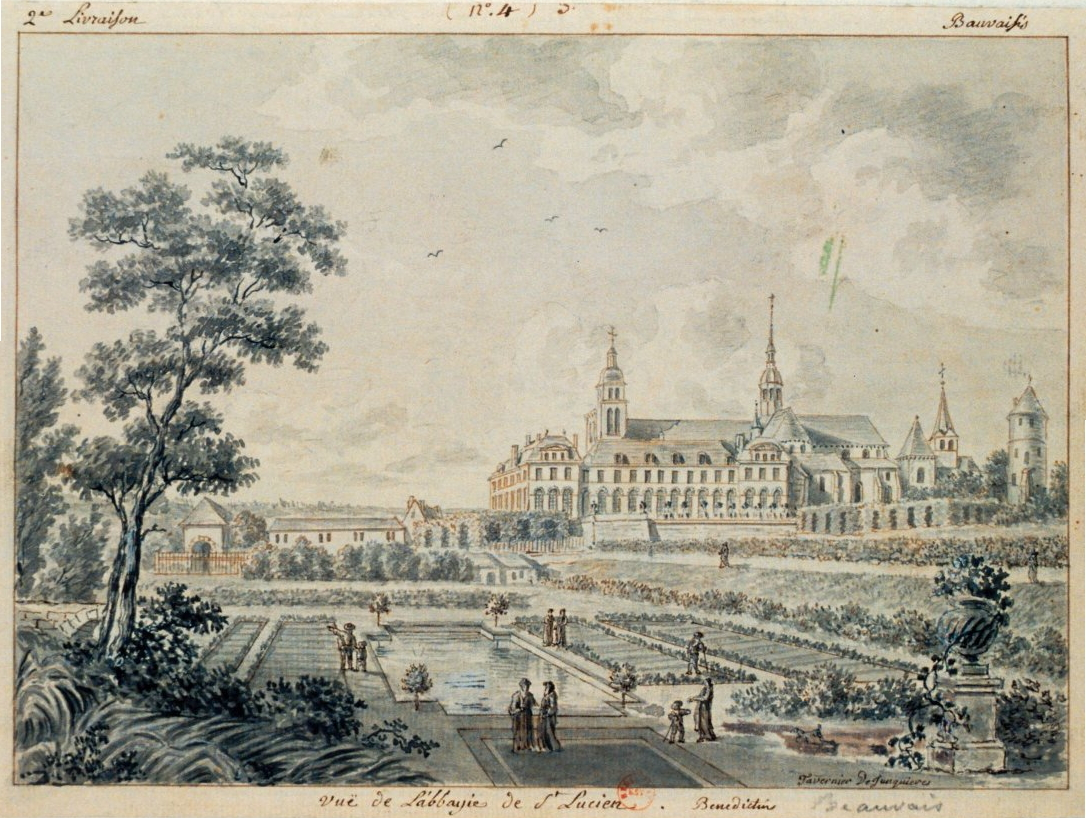
L'abbazia San Luciano di Beauvais, in una stampa del XVIII secolo. Eretta verso la fine del VI secolo sulla tomba del martire san Luciano, venne confiscata, venduta e infine demolita tra il 1791 e il 1810.

La diocesi di Beauvais (in latino Dioecesis Bellovacensis) è una sede della Chiesa cattolica in Francia suffraganea dell'arcidiocesi di Reims. Nel 2022 contava 569.000 battezzati su 831.000 abitanti. È retta dal vescovo Jacques Benoit-Gonnin, Comm. l'Emm.
Dal 1851 ai vescovi di Beauvais è concesso di portare il titolo di "vescovi di Noyon e di Senlis" (Noviomensis et Silvanectensis).

## Territorio
La diocesi comprende il dipartimento francese dell'Oise.
Sede vescovile è la città di Beauvais, dove si trova la cattedrale di San Pietro. A Noyon e a Senlis si trovano le ex cattedrali entrambe dedicate alla Beata Vergine Maria.
Il territorio si estende su 5.860 km² ed è suddiviso in 33 parrocchie, raggruppate in 10 settori missionari (secteurs missionnaires): Beauvaisis, Clermontois, Compiégnois, Creillois, Noyonnais, Oise Normande, Pays de France, Pays Picard, Valois, Vexin Thelle.

## Storia
Caesaromagus era la capitale e il centro amministrativo del popolo celtico dei Bellovaci nella provincia romana della Gallia Belgica seconda, come testimoniato dalla Notitia Galliarum dell'inizio del V secolo. L'evangelizzazione della civitas Bellovacorum è attribuita dalla tradizione al sacerdote romano san Luciano, che avrebbe subito il martirio assieme ai compagni Massimiano e Giuliano nella seconda metà del III secolo.
Gli antichi cataloghi episcopali riconoscono san Luciano come primo vescovo di Beauvais. In realtà solo a partire dal IX secolo, con la terza biografia del santo, è riconosciuto questo ruolo al fondatore della chiesa dei Bellovaci. Dopo di lui i cataloghi riportano il vescovo Talassio, che con molta probabilità governò la sede dopo l'editto costantiniano del 313. La successione episcopale di Beauvais è tuttavia quasi completamente sconosciuta non solo per il periodo romano, ma anche per quello merovingio. Infatti il primo vescovo storicamente documentato è piuttosto tardivo: è Maurino (o Marino), che firmò la carta di fondazione del monastero di Solignac nel 632.
Dal punto di vista religioso, come di quello civile, Beauvais dipendeva dalla provincia ecclesiastica dell'arcidiocesi di Reims, sede metropolitana provinciale.
Nel IX secolo il territorio diocesano fu devastato dalle incursioni dei Normanni, che causarono la morte del vescovo Ermenfrido e la distruzione di antichi monasteri, di cui oggi non restano che i nomi: Fontenay, Tusson Val, Val-Fleury, Gury, Montiers ed altri.
Dopo l'epoca carolingia, la diocesi era suddivisa in quattro pagi: il pagus Rossontensis (Ressons), il pagus Bellovacensis (Beauvais), il pagus Vindoilensis (Breteuil) e il pagus Camliacensis (Chambly). In seguito, la diocesi sarà divisa in tre arcidiaconati (Bray, Clermont e Breteuil) e dieci decanati.
Dopo il 1013 i vescovi di Beauvais acquisirono il potere temporale con il titolo di conti e il rango di Pari di Francia (uno dei sei Pari ecclesiastici francesi).
Nel XIII secolo, il vescovo di Beauvais Milone di Nanteuil iniziò la costruzione della nuova cattedrale in forme gotiche ultimata solamente nel Cinquecento.
Nel Medioevo si celebrarono a Beauvais diversi concili regionali; sono noti quelli dell'845, del 1114, del 1120, del 1124, del 1161 e del 1168.
In epoca medievale il capitolo della cattedrale arrivò ad avere una propria autonomia ed indipendenza al pari di quella reale guidata dal vescovo di Beauvais, a tal punto da esercitare una giurisdizione autonoma non solo sulle persone che lo componevano, ma anche su un territorio, i cui limiti furono fissati nel 1318; in questo modo giunse a veri e propri conflitti con l'autorità episcopale, con la quale spesso scese ad accordi e compromessi.
Nel XVI secolo Louis de Villiers de L'Isle-Adam fu l'ultimo vescovo ad essere eletto dal capitolo della cattedrale. Il suo successore Antonio Lascaris di Tenda sarà eletto dal re di Francia. Sempre nello stesso secolo il cardinale vescovo Odet de Coligny si convertì al calvinismo; fu condannato per eresia, scomunicato e privato della diocesi e del cardinalato. In seguito a questi disordini la diocesi rimase vacante per sei anni.
Nell'epoca della controriforma emerse in particolare la figura del vescovo Augustin Potier, che si dedicò ad applicare le decisioni del concilio di Trento: riformò gli ordini religiosi della sua diocesi, istituì le missioni popolari (con l'aiuto di san Vincenzo de Paoli) e il seminario nel 1648, animò la diocesi con numerose predicazioni.
Durante la rivoluzione, il vescovo Francois-Joseph de La Rochefoucauld fu martirizzato nel 1792 insieme al fratello Pierre-Louis, vescovo di Saintes, e agli altri martiri dei massacri di settembre, tutti beatificati da papa Pio XI il 17 ottobre 1926.
In seguito al concordato con la bolla Qui Christi Domini di papa Pio VII del 29 novembre 1801 la diocesi di Beauvais fu soppressa e il suo territorio fu incorporato in quello della diocesi di Amiens.
Un nuovo concordato, stipulato nel giugno 1817, prevedeva il ristabilimento della diocesi. Ma questo accordo non entrò mai in vigore, in quanto non ratificato dal Parlamento di Parigi. Anche la nomina del nuovo vescovo, Louis-Silvestre de La Châtre, fatta in concistoro il 1º ottobre, non ebbe effetto.
Il 6 ottobre 1822 in forza della bolla Paternae charitatis del medesimo papa Pio VII la diocesi di Beauvais fu definitivamente ristabilita sul territorio del dipartimento dell'Oise. La nuova diocesi rappresentava un assemblaggio di parrocchie provenienti da diverse sedi dell'ancien régime: 400 parrocchie dall'antica diocesi di Beauvais, 67 dalla diocesi di Noyon, 56 dalla diocesi di Senlis, 52 da quella di Soissons, 66 da quella di Rouen, 56 da quella di Amiens, 27 da quella di Meaux e 1 dall'arcidiocesi di Parigi. Questa situazione si rifletté in una grande confusione dal punto di vista liturgico, perché vigevano nelle diverse parrocchie diversi riti gallicani: si contavano 9 riti diversi.
Il 12 aprile 1851 i vescovi di Beauvais ottennero il diritto di aggiungere al proprio titolo quello delle due diocesi soppresse di Noyon e Senlis.
In seguito alle decisioni del sinodo diocesano del 1989, nel 1996 il territorio è stato completamente riorganizzato con l'istituzione di 45 nuove parrocchie, in sostituzione delle precedenti 700.

## Cronotassi dei vescovi
Si omettono i periodi di sede vacante non superiori ai 2 anni o non storicamente accertati.
- San Luciano ? †[5]
- Talassio †
- Vittore †
- Canao o Canaro †
- Numidio †
- Licerio †
- Temero †
- Bertegesilo †
- Rodomaro †
- Ansoldo †
- Rigoberto o Riberto †
- Gogerino †
- Anselmo o Anselino †
- Maurino o Marino † (prima del 632 - dopo il 660)
- Imberto o Ireberto †
- Clemente † (prima del 667 - dopo il 683)
- San Costantino † (prima del 692/693 - dopo il 706)
- Radingo o Radigo †
- Ercamberto †
- Rocoaldo o Ricoaldo †
- Miroldo o Meroldo †
- Austringo †
- Deodato † (menzionato nel 748)
- Andrea †
- Odingo o Audingo † (circa 772 - circa 774)
- Adalmano † (menzionato nel 798 circa)
- Ragimberto † (menzionato nell'814)
- Sant'Ildemanno † (prima dell'826 - 8 dicembre 843 o 844 deceduto)
- Ermenfrido † (prima di febbraio 847 - dopo il 22 ottobre 860 deceduto)
- Sant'Oddone † (860 - 28 gennaio 881 deceduto)
- Rotgario † (881 - 883 deceduto)
- Onorato † (prima dell'888 - dopo il 6 luglio 900)
- Erluino † (prima del 909 - 15 luglio 921 deceduto)
- Bovone † (circa 921 - 24 maggio 932 ? deceduto)
- Ildegario (o Ildrico) † (933 - circa 972 deceduto)
- Waleranno †
- Erveo † (circa 987 - 8 aprile 997 deceduto)
- Ugo † (? - 13 aprile 998 deceduto)
- Roger I de Blois † (dopo il 19 aprile 998 - 24 giugno 1022 deceduto)
- Garin o Warin † (1022 - 4 o 8 novembre 1030 deceduto)
- Drogon o Druon † (prima del 1035 - 1058 deceduto)
- Guilbert † (prima del 1059 - 12 settembre 1063 deceduto)
- Guy † (dicembre 1063 - 1085 dimesso)
- Ursion † (1085 - 16 o 18 aprile 1089 deceduto)
- Foulques de Dammartin, O.S.B. † (1089 - prima del 18 novembre 1095 deceduto)
- Roger II † (1095 - 5 aprile 1096 deceduto)
- Anseau o Anselme † (12 luglio 1096 - 21 novembre 1099 deceduto)
  - Etienne de Garande † (1100 - 1101 deposto) (vescovo eletto)[6]
  - Galon † (1101 - 1105 nominato vescovo di Parigi) (vescovo eletto)[7]
- Godefroy de Pisseleu † (1105 - 2 dicembre 1113 deceduto)
- Pierre de Dammartin † (12 giugno 1114 - 8 novembre 1133 deceduto)
- Odon II † (1133 - 1144 deceduto)
- Odon III † (1144 - 26 giugno 1148 deceduto)
- Enrico di Francia † (1149 - 14 gennaio 1162 nominato arcivescovo di Reims)
- Barthélémi de Montcornet † (1162 - 17 maggio 1175 deceduto)
- Philippe de Dreux † (1175 - 4 novembre 1217 deceduto)
- Milone de Nanteuil † (19 dicembre 1217 - 6 settembre 1234 deceduto)
- Godefroi de Clermont-Nesle † (25 dicembre 1234 - agosto 1236 deceduto)
- Robert de Cressonsacq † (agosto 1237 - ottobre 1248 deceduto)
- Guillaume de Gres † (1249 - 22 febbraio 1267 deceduto)
- Renaud de Nanteuil † (31 marzo 1267- 27 settembre 1283 deceduto)
- Thibaud de Nanteuil (Thibaut de Beauvais) † (1283 - 26 dicembre 1300 deceduto)
- Simon de Clermont-Nesle † (28 giugno 1301 - 22 dicembre 1312 deceduto)
- Jean de Marigny † (8 gennaio 1313 - 14 maggio 1347 nominato arcivescovo di Rouen)
- Guillaume Bertran † (14 maggio 1347 - 19 maggio 1356 deceduto)
- Philippe d'Alençon † (8 giugno 1356 - 3 luglio 1359 nominato arcivescovo di Rouen)
- Jean de Dormans † (12 luglio 1359 - 22 settembre 1368 dimesso)
- Jean d'Augerant † (1368 - 24 gennaio 1375 deceduto)
- Milon de Dormans † (31 gennaio 1375 - 17 agosto 1387 deceduto)
- Guillaume de Vienne, O.S.B. † (26 agosto 1387 - 29 marzo 1389 nominato arcivescovo di Rouen)
- Thomas d'Estouteville † (29 marzo 1389 - 22 marzo 1395 deceduto)
- Louis d'Orléans † (2 aprile 1395 - aprile 1397 deceduto)
- Pierre de Savoisy † (16 gennaio 1398 - 13 settembre 1412 deceduto)
- Bernard de Chevenon † (29 marzo 1413 - 16 febbraio 1420 deceduto)
- Eustache de Laistre † (1420 - giugno 1420 deceduto)
- Pierre Cauchon † (21 agosto 1420 - 29 gennaio 1432 nominato vescovo di Lisieux)
- Giovanni Giovenale Orsini † (29 gennaio 1432 - 3 aprile 1444 nominato vescovo di Laon)
- Guillaume d'Hellande † (3 aprile 1444 - 3 aprile 1462 deceduto)
- Jean de Bar † (14 maggio 1462 - 15 marzo 1487 deceduto)
- Louis de Villiers de L'Isle-Adam † (1487 - 24 agosto 1521 deceduto)
- Michel de Savoie † (2 ottobre 1521 - 1522 deceduto)
- Antonio Lascaris di Tenda † (12 gennaio 1523 - 10 gennaio 1530 nominato vescovo di Limoges)
- Charles de Villiers † (10 gennaio 1530 - 27 settembre 1535 deceduto)
  - Odet de Coligny de Châtillon † (20 ottobre 1535 - 1563 deposto) (amministratore apostolico)
  - Sede vacante (1563-1569)
  - Carlo di Borbone-Vendôme † (26 agosto 1569 - 24 agosto 1575  dimesso) (amministratore apostolico)
- Nicolas Fumée † (24 agosto 1575 - 3 marzo 1593 deceduto)
- René Potier † (23 settembre 1596 - 4 ottobre 1616 deceduto)
- Augustin Potier † (21 agosto 1617 - 19 giugno 1650 deceduto)
- Nicolas Choart de Buzenval † (3 ottobre 1650 - 31 luglio 1679 deceduto)
- Toussaint de Forbin-Janson † (25 settembre 1679 - 24 marzo 1713 deceduto)
- François-Honoré de Beauvillier de Saint-Aignan † (30 agosto 1713 - 10 aprile 1728 dimesso)
- Étienne-René Potier de Gesvres † (24 aprile 1728 - 22 maggio 1772 dimesso)
- Beato François-Joseph de La Rochefoucauld † (22 giugno 1772 - 2 settembre 1792 deceduto)
  - Sede vacante (1792-1801)
  - Sede soppressa (1801-1822)
  - Louis-Sylvestre de La Châtre † (1º ottobre 1817 - 8 gennaio 1823 dimesso[8]) (vescovo eletto)
- Claude-Louis de Lesquen † (16 maggio 1823 - 21 marzo 1825 nominato vescovo di Rennes)
- François-Hyacinthe-Jean Feutrier † (21 marzo 1825 - 27 giugno 1830 deceduto)
- Jean-Louis-Simon Lemercier † (17 dicembre 1832 - 28 dicembre 1837 dimesso)
- Pierre-Marie Cottret † (12 febbraio 1838 - 13 novembre 1841 deceduto)
- Joseph-Armand Gignoux † (24 gennaio 1842 - 1º marzo 1878 deceduto)
- François-Edouard Hasley † (15 luglio 1878 - 27 febbraio 1880 nominato arcivescovo di Avignone)
- Désiré-Joseph Dennel † (27 febbraio 1880 - 13 novembre 1884 nominato vescovo di Arras)
- Joseph-Maxence Péronne † (13 novembre 1884 - 20 febbraio 1892 deceduto)
- Edmond-Frédéric Fuzet † (19 gennaio 1893 - 14 dicembre 1899 nominato arcivescovo di Rouen)
- Marie-Jean-Célestin Douais † (14 dicembre 1899 - 28 febbraio 1915 deceduto)
- Eugène-Stanislas Le Senne † (1º giugno 1915 - 14 marzo 1937 deceduto)
- Felix Roeder † (14 agosto 1937 - 21 febbraio 1955 dimesso[9])
- Pierre-Marie Lacointe † (23 marzo 1955 - 23 aprile 1965 deceduto)
- Stéphane-Émile-Alfred Desmazières † (2 agosto 1965 - 20 settembre 1978 ritirato)
- Jacques André Marie Jullien † (20 settembre 1978 - 21 maggio 1984 nominato arcivescovo coadiutore di Rennes)
- Adolphe-Maria Gustave Hardy † (13 aprile 1985 - 13 maggio 1995 dimesso)
- Guy Marie Alexandre Thomazeau (13 maggio 1995 succeduto - 28 agosto 2002 nominato vescovo di Montpellier)
- Jean-Paul James (9 gennaio 2003 - 8 luglio 2009 nominato vescovo di Nantes)
- Jacques Benoit-Gonnin, Comm. l'Emm., dal 18 marzo 2010

## Statistiche
La diocesi nel 2022 su una popolazione di 831.000 persone contava 569.000 battezzati, corrispondenti al 68,5% del totale.
| anno | popolazione | popolazione | popolazione | presbiteri | presbiteri | presbiteri | presbiteri                | diaconi | religiosi | religiosi | parrocchie |
| anno | battezzati  | totale      | %           | numero     | secolari   | regolari   | battezzati per presbitero | diaconi | uomini    | donne     | parrocchie |
| ---- | ----------- | ----------- | ----------- | ---------- | ---------- | ---------- | ------------------------- | ------- | --------- | --------- | ---------- |
| 1948 | 394.500     | 396.724     | 99,4        | 376        | 361        | 15         | 1.049                     |         | 60        | 572       | 551        |
| 1959 | 435.000     | 450.000     | 96,7        | 463        | 370        | 93         | 939                       |         | 208       | 580       | 710        |
| 1970 | ?           | 540.998     | ?           | 376        | 327        | 49         | ?                         |         | 72        | 545       | 712        |
| 1980 | 475.000     | 620.450     | 76,6        | 282        | 244        | 38         | 1.684                     | 5       | 59        | 490       | 709        |
| 1990 | 583.000     | 712.000     | 81,9        | 255        | 192        | 63         | 2.286                     | 12      | 100       | 394       | 706        |
| 1999 | 698.000     | 780.000     | 89,5        | 156        | 141        | 15         | 4.474                     | 18      | 50        | 275       | 45         |
| 2000 | 685.000     | 765.011     | 89,5        | 132        | 117        | 15         | 5.189                     | 18      | 45        | 275       | 45         |
| 2001 | 700.000     | 765.011     | 91,5        | 195        | 182        | 13         | 3.589                     | 19      | 44        | 261       | 45         |
| 2002 | 710.000     | 766.441     | 92,6        | 180        | 152        | 28         | 3.944                     | 21      | 57        | 247       | 45         |
| 2003 | 690.000     | 766.441     | 90,0        | 164        | 136        | 28         | 4.207                     | 19      | 54        | 238       | 45         |
| 2004 | 685.000     | 766.441     | 89,4        | 154        | 123        | 31         | 4.448                     | 19      | 45        | 215       | 45         |
| 2006 | 690.000     | 779.916     | 88,5        | 137        | 120        | 17         | 5.036                     | 22      | 41        | 194       | 45         |
| 2012 | 714.000     | 804.100     | 88,8        | 153        | 123        | 30         | 4.666                     | 27      | 40        | 200       | 45         |
| 2015 | 550.000     | 801.512     | 68,6        | 139        | 115        | 24         | 3.956                     | 25      | 33        | 167       | 45         |
| 2018 | 557.980     | 814.490     | 68,5        | 233        | 210        | 23         | 2.394                     | 29      | 35        | 153       | 42         |
| 2020 | 558.750     | 815.650     | 68,5        | 233        | 210        | 23         | 2.398                     | 29      | 35        | 153       | 42         |
| 2022 | 569.000     | 831.000     | 68,5        | 99         | 84         | 15         | 5.747                     | 32      | 25        | 115       | 33         |